# Groupe dans l'armée française
Dans le domaine militaire, le terme de « groupe » est utilisé pour décrire des formations de tailles très diverses allant de quelques soldats (le groupe de combat) à plusieurs centaines de milliers de militaires (le groupe d'armées ou GA). Le groupe est aussi le nom d'un type d'unité aérienne même si l'appellation d'escadron a presque entièrement remplacé celle de groupe à partir de la fin des années 1940.

## Armée de terre
Dans l'armée de terre le terme de groupe est employé pour les formations suivantes :

### Groupe de combat
Le groupe est une sous-division d'une section  ou d'un peloton qui est placée sous le commandement d'un sous-officier d'un grade variant de sergent à celui de major. Regroupant entre 2 et 4 équipes, il compte en général entre 7 et 15 hommes.
Le terme de groupe (de combat) apparaît vers la fin de la Première Guerre mondiale. Son adoption consacre une évolution de la structure des petites unités qui se traduit par la constitution de sous-ensembles s'appuyant sur une ou plusieurs armes collectives (fusil-mitrailleur ou mitrailleuse légère). 
Longtemps constituée de soldats mettant en œuvre des armements identiques, (pique, mousquet, puis fusil), l'infanterie a connu à partir de la fin du XIXe siècle une évolution de plus en plus rapide de ses armements. Celle-ci, qui avait commencé avec l'apparition de la grenade sous l'Ancien Régime, s'est poursuivie successivement par celles de la grenade à fusil et du mortier de tranchée, du pistolet-mitrailleur, du fusil-mitrailleur et de la mitrailleuse légère, du lance-flamme et, finalement par celles des armes antichars portables (fusil anti-char, puis lance roquette). Cette évolution a conduit à constituer, généralement autour des servants de fusil-mitrailleur ou de mitrailleuse légère, de petits groupes de fantassins dont le rôle est lié à celui du porteur de ces armes (appui, protection).
Cette évolution constante dans la taille de la « cellule de base » de l'unité d'infanterie correspond à l'accroissement très important de puissance de feu rendu possible par les armes modernes. Longtemps, la taille de l'unité tactique (le bataillon) a été dictée par le besoin de concilier la puissance de feu (le feu) et la masse de manœuvre au combat (le choc) tout en conservant la possibilité pour un officier unique d'exercer le commandement à la voix ou par l'intermédiaire d'instruments de musique (tambours et clairons). Le bataillon était lui-même composé de compagnies, formations administratives chargées du recrutement, de l'habillage, de la discipline et de la solde mais sans rôle tactique. Les bataillons étaient eux-mêmes subdivisés en groupes plus petits (pelotons, formés suivant l'époque d'une demi-compagnie, d'une compagnie ou de deux compagnies, en fonction de la taille de cette dernière qui a beaucoup varié sous l'Ancien Régime). Enfin, les hommes n'étaient répartis dans des formations plus petites que pour des raisons logistiques (cantonnement ou couchage). L'apparition des armes modernes a conduit, tant pour des raisons offensive (puissance de feu) que défensive (vulnérabilité des hommes regroupés) à la création de groupes plus petits et à la spécialisation des combattants à l'intérieur de ces groupes.
Enfin, les nécessités du transport, puis du combat motorisé ou mécanisé ont également conduit à la formation de groupes d'une taille adaptée à la capacité de leur véhicule (et inversement, c'est souvent la dimension du véhicule qui est dictée par la taille souhaitée pour le groupe de combat embarqué).

### Groupe d'escadrons, ou de batteries
Il s'agit de subdivisions d'un régiment, correspondant pour la cavalerie et l'artillerie, au bataillon dans l'infanterie. 

### Groupe de commando parachutiste
La 11e brigade parachutiste, comporte un Groupement des commandos parachutistes ou GCP, dont les effectifs sont répartis entre les régiments de la brigade. Ainsi, chaque régiment dispose d'un groupe GCP qui comprend deux ou trois équipes constituées chacune d'une dizaine de chuteurs opérationnels et de moniteurs commandos. Ces équipes sont entraînées pour effectuer des missions sensibles et sont notamment susceptibles  d'être parachutées en avant des forces conventionnelles en cas de conflit.  

### Groupe de commandos montagne
La 27e brigade d'infanterie de montagne comporte un Groupement de commandos de montagne ou GCM, dont les groupes, répartis au sein des bataillons de la brigade, ont pour mission de renseigner au contact et dans la profondeur, de faciliter la mobilité d'autres unités, d'opérer des actions offensives et de guider des frappes dans la profondeur.

### Groupe d'armées
La création du groupe d'armées (GA) a été rendue nécessaire dès le début de la Première Guerre mondiale en raison de la taille et du nombre d'unités engagées. Regroupant plusieurs armées, le GA est un échelon intermédiaire entre les armées et le haut commandement . 

## Gendarmerie nationale

### Groupe (de combat)
C'est la subdivision d'un peloton dans la gendarmerie mobile. Jusqu'en 2001, les escadrons comptaient trois pelotons de marche, eux-mêmes subdivisés en trois groupes. Les escadrons disposaient alors d'une double dotation de véhicules (bleus et kakis), chaque groupe étant porté dans une camionnette tactique. Depuis 2001, le Gendarmerie a adopté une structure quaternaire (quatre pelotons dont un peloton d'intervention), chaque peloton étant lui-même composé de deux groupes . Avec la fin de la guerre froide (et donc la forte diminution de l'activité de Défense opérationnelle du territoire (DOT) La double dotation a également été abandonnée, quelques rames de véhicules kaki étant cependant conservées au niveau des groupements.

### Groupe de pelotons mobiles
Plus souple que l'escadron, dont le nombre de pelotons est fixe , cette structure de la gendarmerie d'outre-mer rassemblait un nombre variable de pelotons mobiles - typiquement compris entre deux et six en fonction du territoire concerné -  répartis dans des casernements différents. L'appellation a été remplacée au début des années 2000 par celle de groupe de pelotons d'intervention (GPI - en général un GPI était composé de deux pelotons et d'un groupe de commandement encasernés ensemble), puis, en 2016 par celle d'Antenne du GIGN, les missions, la dotation en matériel et l'entraînement du personnel évoluant notablement lors de ces évolutions.

### Groupes de compagnies et groupes d'escadrons
Ces deux types de subdivision ont disparu. Le groupe de compagnies était une subdivision de la Garde républicaine mobile, (échelon intermédiaire entre la compagnie et la légion). La garde républicaine mobile (GRM) a dissoute en 1940. Le groupe d'escadrons était une subdivision de la gendarmerie mobile (intermédiaire entre l'escadron et la légion) pour les légions comportant un nombre élevé d'escadrons. Les derniers groupes d'escadrons ont été dissous au début des années 2000, les escadrons étant directement subordonnés aux groupements de gendarmerie mobile.

### Groupe d'intervention de la Gendarmerie nationale
Cette appellation a été adoptée initialement par une équipe d'intervention formée au sein de l'escadron parachutiste de la gendarmerie mobile (EPGM) de Mont-de-Marsan en 1973. L'autre unité d'intervention formée à Maisons-Alfort à la même époque a d'abord été appelée ECRI (Équipe commando régionale d'intervention) avant de prendre elle aussi l'appellation de GIGN (initialement GIGN 1 tandis que l'unité de Mont-de-Marsan devenait GIGN 4 puis simplement GIGN lors de la fusion des deux unités en 1976). Initialement rattaché au Groupe d'escadrons II/1 de Melun puis au Groupement Blindé de Gendarmerie mobile (GBGM) de Satory puis subordonné au Groupement de sécurité et d'intervention de la Gendarmerie nationale (GSIGN) de Satory en 1983, l'ancien GIGN est devenu le cœur de la force d'intervention (FI) d'un nouveau GIGN subordonné directement à la Direction Générale de la Gendarmerie nationale (DGGN) en 2007.
Vu la date de sa création (1973) il est possible (mais non attesté) que le nom de GIGN ait été inspiré par celui des groupes d'interventions de la Police nationale (GIPN) que cette dernière a commencé à créer à partir de 1972.

### Groupe de sécurité de la présidence de la République
Unité créée en 1983 avec des personnels issus du GIGN. Formée initialement presque exclusivement de gendarmes, elle a été composée pour moitié de policiers à partir de 1995, puis exclusivement de policiers de 2007 à 2012 (présidence de Nicolas Sarkozy). C'est de nouveau une unité mixte Police-Gendarmerie depuis 2012.

## Armée de l'air

### Groupe de chasse de bombardement de transport etc.
Le groupe, composé d'escadrilles, est la subdivision d'une escadre aérienne. 
Cette appellation a cependant presque entièrement disparu dans l'armée de l'air, étant remplacée par celle d'escadron à partir de 1949, dans un but d'harmonisation avec les forces aériennes de l'Otan, presque toutes subdivisées en squadrons